# Gonomyia (Leiponeura) haploides
Gonomyia (Leiponeura) haploides is een tweevleugelige uit de familie steltmuggen (Limoniidae). De soort komt voor in het Neotropisch gebied.